# Versicherungsbetriebslehre
Die Versicherungsbetriebslehre (auch: Versicherungsbetriebswirtschaftslehre) ist innerhalb der Betriebswirtschaftslehre eine spezielle Betriebslehre und befasst sich mit der Untersuchung des Versicherungswesens.

## Allgemeines
Sie ist also eine branchenspezifische Betriebswirtschaftslehre wie auch z. B. die Bankbetriebslehre im Kreditwesen. Sie ist zudem ein Teilgebiet der Versicherungswissenschaft, zu der neben der Versicherungsbetriebslehre auch die Versicherungsmathematik, das Versicherungsrecht und die Versicherungsmedizin gehören.
Lehr- und Forschungsgegenstand der Versicherungsbetriebslehre sind Versicherungsunternehmen, insbesondere die Typen der Versicherer, ihre angebotenen Versicherungsarten und der Versicherungsmarkt. Dazu gehören auch Fragen der gesetzlichen Regulierung und Versicherungsaufsicht über das Versicherungswesen, ferner Risikomanagement, Versicherungsvertrag, Versicherungsvermittlung, Produktgestaltung, Verbraucherschutz und die Abläufe beim Versicherungsvertrieb sowie – aktuell – die Wirkungen der Finanzkrisen auf die Kapitalanlagen der Versicherer.
Die Versicherungsökonomie hingegen untersucht die Nachfrage von Individuen und Unternehmen nach Versicherungsschutz und ihre Motive, einschließlich der Folgen asymmetrischer Informationsverteilung, dem moralischen Risiko, der Auswahl von Versicherungen, der Vertragsgestaltung sowie des Versicherungsbetrugs.

## Geschichte
Der Begriff „Versicherungs-Betriebslehre“ erschien erstmals 1914. Der erste Lehrstuhl für Versicherungswissenschaft entstand in Deutschland 1919 an der Universität zu Köln, den Paul Moldenhauer übernahm. Dieser habilitierte sich in Köln 1901 in Versicherungsbetriebslehre. Der „Deutsche Aktuarverein“ konstituierte sich 1935 in Berlin, Erste systematische Überlegungen zum Versicherungsmarkt stellte Paul Braess 1938 an. Am 6. November 1940 fand die Gründungsveranstaltung des Instituts für Versicherungswissenschaft der Universität zu Köln statt, dessen Leitung Walter Rohrbeck übernahm. Hans Möller entwickelte 1944 eine umfassende Theorie über die Konkurrenz im Versicherungswesen.
Dieter Farny legte 1961 eine Studie zur Versicherungsmarkttheorie vor. Er begrenzte 1988 den Begriffsinhalt der „Versicherungswirtschaftslehre“ auf alle mit Versicherung verbundenen Sachverhalte, soweit sie wirtschaftlicher Natur sind und mit wirtschaftswissenschaftlichen Methoden erfasst werden können. Peter Koch verfasste einige Bücher über das Sachgebiet, von denen seine „Allgemeine Versicherungslehre“ und „Versicherungsbetriebslehre“ – zwischen 1967 und 1988 neunmal aufgelegt – herausragen und die Ausbildung ganzer Generationen von Versicherungsbetriebswirten prägten.
Im Anschluss an einige klassische Definitionen des Versicherungsbegriffs von Alfred Manes (1930), Walter Rohrbeck (1939), Paul Braess (1960), Karl Hax (1964), Dieter Farny (1965) und Wolfgang Müller (1981) stellte Johann-Matthias Graf von der Schulenburg 2014 klar, dass Gleichartigkeit der Risiken, Risikoausgleich und Schätzbarkeit keine Voraussetzungen für eine Versicherung sind. Die wirtschaftlichen Voraussetzungen für eine Versicherung werden durch die Untersuchung der Versicherbarkeit geklärt.

## Themenschwerpunkte
Schwerpunkte der Versicherungsbetriebslehre sind insbesondere das versicherte Risiko, Prämienkalkulation, Risikomanagement, Bilanzierung, Eintrittswahrscheinlichkeiten eines Versicherungsschadens sowie der Versicherungsmarkt.
Versichertes Risiko
Das versicherte Risiko hängt von der Versicherungsart ab. Versichertes Risiko ist der Eintritt eines Personen-, Sach- oder Vermögensschadens, gegen die sich ein Versicherungsnehmer durch den Versicherungsvertrag versichert hatte. Bei der Krankenversicherung ist das versicherte Risiko die Krankheit der versicherten Person, bei der Reiseversicherung ein Reisemangel oder bei der Warenkreditversicherung der Forderungsausfall von Debitoren.
Prämienkalkulation
Die Prämienkalkulation bildet die Grundlage für die höchste Einnahmequelle der Versicherungen, die Beitragseinnahmen des § 36 Abs. 1 RechVersV. Diese sollen im Idealfall die Betriebskosten (§ 48 Abs. 1 RechVersV) und die Schadensregulierungen (§ 41 Nr. 1 RechVersV) innerhalb eines Geschäftsjahres decken. Versicherungstechnische Verluste ergeben sich, wenn künftige Schadenaufwendungen und sonstige Kosten die zu erwartenden Beitragseinnahmen übersteigen. Versicherungstechnisches Risiko ist nach § 7 Nr. 32 VAG das Risiko eines Verlusts oder einer nachteiligen Veränderung der Verbindlichkeiten, das sich aus einer unangemessenen Prämienfestlegung und nicht angemessenen Rückstellungsannahmen ergibt. 
Risikomanagement
Nach den Mindestanforderungen an das Risikomanagement (VA) und den Mindestanforderungen an die Geschäftsorganisation von Versicherungsunternehmen (MaGO) ist die gesamte Geschäftsleitung dafür verantwortlich, dass ein installiertes Risikomanagementsystem angemessen ausgestaltet ist. Operationelle Risiken im Rahmen des Risikomanagements umfassen unter anderem IT-Risiken, unabhängig davon, ob sie aus der IT-Aufbauorganisation, den IT-Systemen oder den IT-Prozessen resultieren, und das Rechtsrisiko. Das Risikomanagementsystem umfasst ein wirksames Asset Liability Management, das sinngemäß als die koordinierte Steuerung des Risikos aus Schwankungen des wirtschaftlichen Wertes von Aktiva und Passiva definiert ist.
Risikominderungstechniken sind nach § 7 Nr. 28 VAG sämtliche Techniken, welche die Versicherungsunternehmen in die Lage versetzen, einen Teil oder die Gesamtheit ihrer Risiken auf eine andere Vertragspartei zu übertragen (Risikotransfer durch Mitversicherung oder Rückversicherung).
Um die Risiken eines Versicherungsunternehmens zielkonform mit den Unternehmenszielen zu managen und auf einer akzeptablen Verlustwahrscheinlichkeit zu halten, stehen neben der Risikoselektion die Risikobewältigung insbesondere durch Selbstbeteiligung des Versicherungsnehmers, Mitversicherung durch andere Versicherer oder Rückversicherung durch Rückversicherer zur Verfügung.
Eintrittswahrscheinlichkeiten
Risikokosten sind die beim Versicherer für das Risikogeschäft, also die Übernahme von Wahrscheinlichkeitsverteilungen von Schäden und deren Ausgleich im Kollektiv und in der Zeit, entstehende Kostenart. Sie umfassen die Schadenskosten für eigene Rechnung, Rückversicherungskosten und die Kosten für Geldhaltung und Kapitalanlage.
Versicherungsbilanzierung
Die Versicherungsbilanzierung beruht auf den Bilanzierungsgrundsätzen des § 341e HGB sowie der Versicherungsunternehmens-Rechnungslegungsverordnung (RechVersV), die für Versicherungsunternehmen gemäß § 2 RechVersV Formblätter vorschreibt, welche eine von § 266 HGB (Bilanz) und § 275 HGB (Gewinn- und Verlustrechnung) abweichende Gliederung vorsieht. Versicherungsunternehmen haben gemäß § 341e HGB versicherungstechnische Rückstellungen auch insoweit zu bilden, wie dies nach vernünftiger kaufmännischer Beurteilung notwendig ist, um die dauernde Erfüllbarkeit der Verpflichtungen aus den Versicherungsverträgen sicherzustellen. Die Rückstellungen sind nach den Wertverhältnissen am Bilanzstichtag zu bewerten und dürfen nicht nach § 253 Abs. 2 HGB abgezinst werden.
Schwerpunkte der Versicherungsbilanz sind auf der Aktivseite das Sicherungsvermögen (§ 7 ff. RechVersV) und auf der Passivseite die Rückstellungen (Beitragsüberträge [§ 24 RechVersV], Deckungsrückstellung [§ 25 Abs. 1 RechVersV], Rückstellung für noch nicht abgewickelte Versicherungsfälle [§ 26 Abs. 1 RechVersV], Rückstellung für Beitragsrückerstattung [§ 28 Abs. 1 RechVersV], Schwankungsrückstellung [§ 341h Abs. 1 HGB und § 29 Abs. 1 RechVersV] sowie sonstige versicherungstechnische Rückstellungen [§ 31 ff. RechVersV]). 
Liquiditätsrisiko ist das Risiko, dass Versicherungsunternehmen nicht in der Lage sind, Anlagen und andere Vermögenswerte zu realisieren, um ihren finanziellen Verpflichtungen bei Fälligkeit nachzukommen (§ 7 Nr. 19 VAG).
Versicherungsmarkt
Der Versicherungsmarkt ist in der Mikroökonomie ein Markt, auf dem das immaterielle Gut Versicherungsschutz gegen Zahlung einer Versicherungsprämie angeboten und nachgefragt wird. Unmittelbare Marktteilnehmer sind als Anbieter die Versicherungsunternehmen, als Nachfrager die Versicherungsnehmer. Als mittelbare Marktteilnehmer fungieren Absatzhelfer wie Versicherungsmakler, Versicherungsvermittler und Versicherungsvertreter. Es gibt keinen einheitlichen Versicherungsmarkt, sondern Teilmärkte für einzelne Versicherungsarten, für Erstversicherer und für Rückversicherer. Die Versicherungsnehmer empfinden einen Nutzen, wenn sie durch den Abschluss eines Versicherungsvertrages und dem damit verbundenen Risikotransfer auf den Versicherer ihre Sicherheit erhöhen können. Der Nutzen des Versicherers ergibt sich aus dessen Funktion, die Wahrscheinlichkeitsverteilungen so zu beeinflussen, dass Schadensregulierungen minimiert werden.
Unternehmensziel von Versicherungen ist die Gewinnmaximierung mit den Nebenbedingungen Sicherheit, Qualität und Liquidität (§ 124 Abs. 1 Nr. 2 VAG). Der Jahresüberschuss ergibt sich aus der Gegenüberstellung der Beitragseinnahmen mit dem Aufwand. Ein versicherungstechnischer Verlust entsteht, wenn die Personen-, Sach- und Vermögensschäden einer Rechnungsperiode nicht durch die Schadenrückstellungen gedeckt sind. Der Kapitalertrag aus dem Sicherungsvermögen wird zum Ausgleich eines etwaigen versicherungstechnischen Verlusts herangezogen. 

## Übernahme in anderen Betriebslehren
Die neuere Entwicklung zeigt, dass einige Erkenntnisse aus der Versicherungsbetriebslehre auf andere Unternehmensarten übertragen werden können, was sich am deutlichsten beim Risikomanagement zeigt.

## Kennzahlen
Die Versicherungsbetriebslehre hat betriebswirtschaftliche Kennzahlen zusammengestellt, die dem Management und der Öffentlichkeit einen Einblick in die wirtschaftlichen Verhältnisse der Versicherungsunternehmen geben und einen Betriebsvergleich ermöglichen. Zu erwähnen sind insbesondere die Schadenkennzahlen der Schadenshäufigkeit, Schadensatz, Schadenquote oder Schaden-Kosten-Quote. 
- Die Schadenshäufigkeit {\displaystyle S_{H}} stellt die Anzahl der Schäden {\displaystyle VS} in einer Rechnungsperiode der Anzahl der Versicherungsverträge {\displaystyle VV} gegenüber:[22]

{\displaystyle S_{H}={\frac {VS}{VV}}}.
In der Risikotheorie ist die Schadenshäufigkeit eine Schätzgröße für den Erwartungswert der Schadenzahlverteilung.
- Die Schadenquote {\displaystyle S_{q}} ergibt sich, wenn dem eingetretenen Versicherungsschaden {\displaystyle VS} die vereinnahmten Versicherungsprämien {\displaystyle P} abzüglich der Versicherungsteuer {\displaystyle VT} gegenübergestellt werden:[23]

{\displaystyle S_{q}={\frac {\text{VS}}{\text{P-VT}}}\cdot 100}.
Der Versicherungsschaden wird dabei definiert als Schadenszahlung aus einem Personen-, Sach- oder Vermögensschaden.
- Die Schaden-Kosten-Quote errechnet man aus der Summe der Schadenquote und der Kostenquote. Letztere stellt den Provisionsaufwand und die Verwaltungskosten den Beitragseinnahmen gegenüber.[24]
- Der Schadensatz {\displaystyle SS} setzt den gesamten Versicherungsschaden {\displaystyle VS} ins Verhältnis zu den addierten Versicherungssummen {\displaystyle V_{S}}:

{\displaystyle SS={\frac {VS}{V_{S}}}}.
Damit kann errechnet werden, ob die eingetretenen Schäden im angemessenen Verhältnis zu den Versicherungssummen standen. Geht man davon aus, dass die Versicherungssummen dem Versicherungswert entsprechen, so liegt tendenziell eine Überversicherung vor, wenn die Schäden deutlich niedriger als die Versicherungssummen sind. Anderenfalls ist eine Unterversicherung vorhanden, wenn die Schäden maximal 100 % der Versicherungssumme erreichen.

## Studium
An den europäischen Universitäten wie auch in Deutschland begann der Aufbau der Versicherungsbetriebslehre überwiegend Anfang des 20. Jahrhunderts. Bereits geben Ende des 19. Jahrhunderts existierten einzelne Einrichtungen in Form von Seminaren, Instituten und Lehrstühlen: Vorlesungen zur Versicherungslehre boten zu jener Zeit in Europa die Handelshochschule Kopenhagen und die Universitäten in München, Köln und St. Gallen.
"Versicherungsbetriebslehre" ist heute häufig die Bezeichnung einer Einführungsveranstaltung in Versicherungsstudiengängen (z. B. einem Bachelorstudiengang Versicherungswirtschaft bzw. einem Masterstudiengang Versicherungsmanagement) oder Studiengängen mit versicherungsspezifischen Schwerpunkt an Universitäten und Hochschulen für angewandte Wissenschaften.